# Eleição municipal de Bacabal em 1996
A eleição municipal de Bacabal em 1996 ocorreu em 3 de outubro do mesmo ano. O prefeito era Jocimar Alves, do PMDB, que terminaria seu mandato em 1 de janeiro de 1997. José Vieira Lins, do PPB, foi eleito prefeito de Bacabal, governando a cidade pelo período de 1º de janeiro de 1997 a 31 de dezembro de 2000.

## Resultado da eleição para prefeito

### Primeiro turno
| Candidatos a prefeito | Candidatos a vice   | №  | Coligação                         | Votos | № |
| --------------------- | ------------------- | -- | --------------------------------- | ----- | - |
| José Vieira Lins PPB  | Raimundo Lisboa PPB | 11 | PPB/PTB/PL/PPS                    |       |   |
| Jura Filho PMDB       |                     | 15 | PMDB/PFL/PSC/PV/PSDC/PSD/PSL      |       |   |
| Benedito Lago PDT     |                     | 12 | PDT/PT/PCdoB/PSB/PSDB/PCB/PTN/PAN |       |   |